# Poręba (powiat kłodzki)

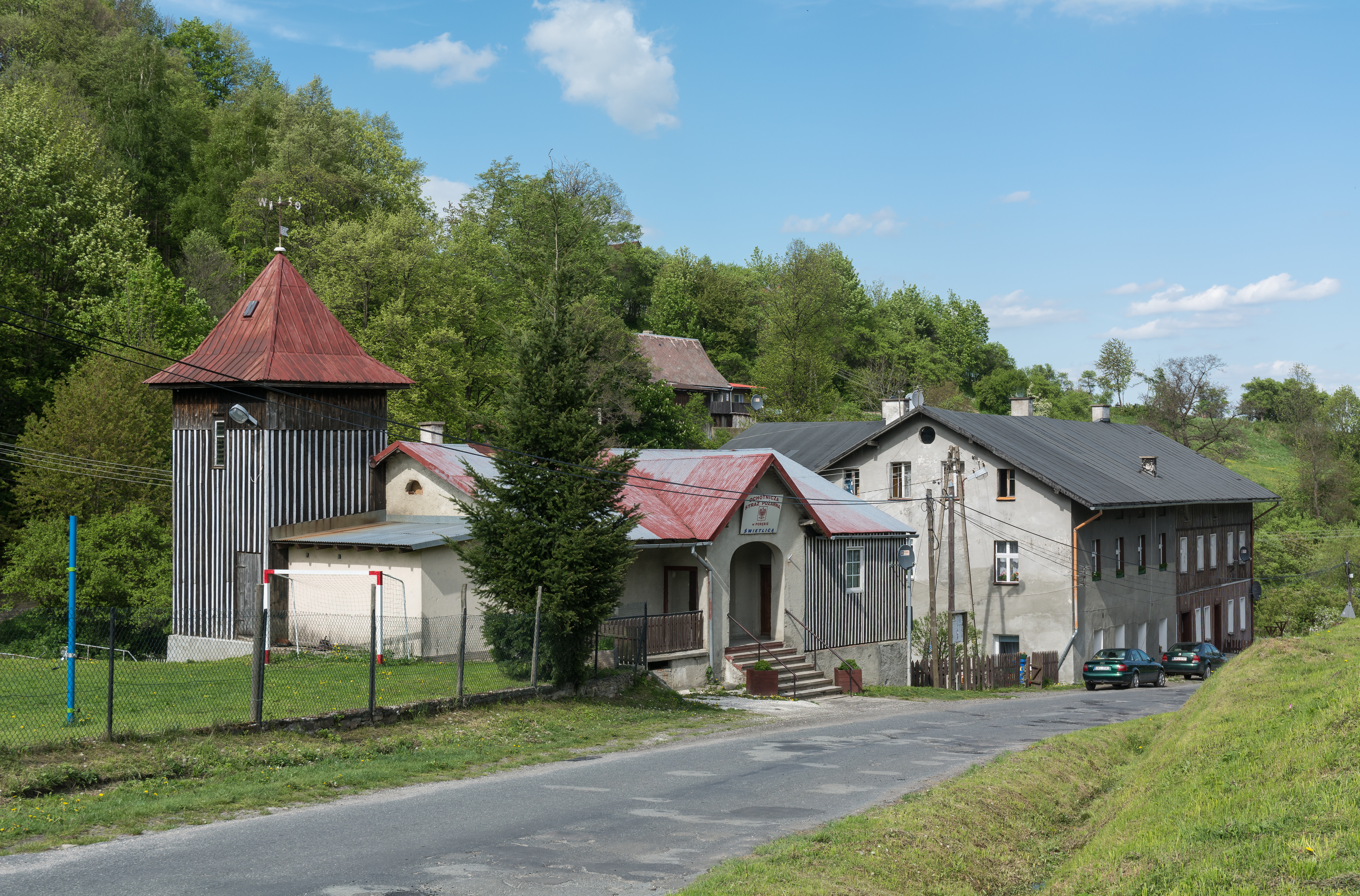
Remiza OSP w Porębie

Poręba (niem. Lichtenwalde) – wieś w Polsce położona w województwie dolnośląskim, w powiecie kłodzkim, w gminie Bystrzyca Kłodzka.

## Położenie
Łańcuchowa wieś o długości ponad 3 km leżąca na południowy wschód od Bystrzycy Kłodzkiej, w dolinie Porębnika, na wysokości około 440–670 m n.p.m. Górna część wsi sięga Przełęczy nad Porębą leżącej w grzbiecie Gór Bystrzyckich.

## Historia
Pierwsza wzmianka o Porębie pochodzi z 1360, wieś figuruje tam pod nazwą Lichtenvalde. W 1684 miejscowość weszła w skład dóbr międzyleskich rodziny von Althannów. Pod koniec XVIII wieku Poręba składała się z dwóch części: dworskiej i wolnego sołectwa. W 1839 część dworska została kupiona przez Mariannę Orańską. Była to wtedy dobrze rozwinięta wieś w której funkcjonowały: szkoła katolicka, pięć młynów wodnych, olejarnia i gorzelnia, mieszkańcy miejscowości oprócz rolnictwa zajmowali się tkactwem i hodowlą wołów. W drugiej połowie XIX wieku powstał tu tartak i kilka gospód, z których korzystali kuracjusze z pobliskiego Długopola-Zdroju. Po 1945 Poręba pozostała wsią rolniczą, przy czym liczba ludności uległa częściowemu zmniejszeniu. W 1978 było tu 61 gospodarstw rolnych.
W latach 1975–1998 miejscowość położona była w województwie wałbrzyskim.

## Zabytki
Do wojewódzkiego rejestru zabytków wpisany jest:
- Kościół św. Sebastiana w Porębie, parafialny z pierwszej połowy XVIII w.
- grupa rzeźbiarska Ukrzyżowanie Chrystusa, przy schodach do kościoła, kam., 1788, 1910, nr rej.:

B/1344 z 8.02.2006
- figura św. Jana Nepomucena, kam.-met. 4 źw. XVIII, B/1924 z 23.06.2008

Inne zabytki:
- stary kamienny krzyż o krótkich ramionach, położony niedaleko kościoła, w jego dolnej części jest wykuty miecz[5]. Krzyż określany jest często jako tzw. krzyż pokutny, co nie ma oparcia w żadnych dowodach ani badaniach, a jest oparte jedynie na nieuprawnionym założeniu, że wszystkie stare kamienne krzyże monolitowe, o których nic nie wiadomo, zwłaszcza te z rytami broni, są krzyżami pokutnymi[7], chociaż w rzeczywistości powód fundacji takiego krzyża może być różnoraki, tak jak każdego innego krzyża. Niestety hipoteza ta stała się na tyle popularna, że zaczęła być odbierana jako fakt i pojawiać się w lokalnych opracowaniach, informatorach czy przewodnikach jako faktyczna informacja, bez uprzedzenia, że jest to co najwyżej luźny domysł bez żadnych bezpośrednich dowodów.

## Pomniki przyrody
Około 500 m poniżej kościoła, po północnej stronie drogi rośnie pomnikowy cis pospolity o obwodzie pnia około 210 cm.

## Szlaki turystyczne
Powyżej wsi, przez Przełęcz nad Porębą przechodzi szlak turystyczny:
- z Międzylesia na Przełęcz Spaloną.